# Villa Kielwasser
La villa Henri Kielwasser est une villa située à Vesoul, dans le département de la Haute-Saône et la région Franche-Comté.

## Localisation
L'édifice se situe rue du docteur Championnet, dans la commune de Vesoul (Haute-Saône),.

## Histoire
Elle fut réalisée en 1956 sur les plans de l'architecte André Maisonnier.
Henri Kielwasser, directeur de l'hôtel du Nord à Vesoul, cherchait une personne pour se faire édifier une maison originale. C'est alors qu'il rencontre André Maisonnier. Entre 1950 et 1959, André Maisonnier côtoie Le Corbusier. André Maisonnier a, entre autres, supervisé l'élévation de la Chapelle Notre-Dame-du-Haut de Ronchamp, au sommet de la colline de Bourlémont,.
La villa est inscrite au Label « Patrimoine du XXe siècle » depuis le 29 juin 2004.